# Clwyd East Football League
North East Wales Football League đại diện cho khu vực Đông Bắc Wales nằm ở cấp độ 5 của hệ thống giải bóng đá Wales. Giải khởi tranh từ năm 2011 với tên gọi Clwyd East League.

## Lịch sử
| Mùa giải | Vô địch                    | Á quân              | Hạng ba            |
| -------- | -------------------------- | ------------------- | ------------------ |
| 2011-12  | FC Nomads of Connah's Quay | Point of Ayr        | Aston Park Rangers |
| 2012-13  | Point of Ayr               | Aston Park Rangers  | Shotton Steel      |
| 2013-14  | FC Queens Park             | AFC Brynford        | Aston Park Rangers |
| 2014-15  | Cefn Albion                | Aston Park Rangers  | Flint Mountain     |
| 2015-16  | Rhostyllen FC              | CPD Sychdyn         | Mold Town United   |
| 2016-17  | CPD Sychdyn                | Mynydd Isa Spartans | Cefn Mawr Rangers  |

## Đội bóng mùa giải 2017-18[6]
| Câu lạc bộ                | Sân nhà                | Thị trấn                   |                  |
| Premier Division          | Premier Division       | Premier Division           | Premier Division |
| ------------------------- | ---------------------- | -------------------------- | ---------------- |
| Acton FC                  | Rhosnesni High School  | Wrexham                    |                  |
| Airbus UK Broughton Youth |                        | Broughton                  |                  |
| Aston Park Rangers        | Shotton Lane           | Deeside                    |                  |
| Bellevue FC               | Bellevue Park          | Wrexham                    |                  |
| Bradley Park              | The Waens              | Bradley, Wrexham           |                  |
| Brymbo Victoria           |                        | Brymbo, Wrexham            |                  |
| Caerwys FC                | Lon yr Ysgol           | Caerwys                    |                  |
| Connahs Quay Nomads U18   |                        | Connahs Quay               |                  |
| Flint Mountain            |                        | Flint Mountain             |                  |
| Halkyn Utd                | Pant Newydd            | Halkyn                     |                  |
| Marchwiel Villa           | Station Road           | Marchwiel, Wrexham         |                  |
| Mold Town Utd             | Maes Bodlonfa          | Mold                       |                  |
| Mostyn Dragons            | Ffordd Pennant         | Mostyn                     |                  |
| Offa Athletic             | Gresford Colliery Club | Gresford, Wrexham          |                  |
| Penyffordd Lions          |                        | Penyffordd                 |                  |
| Plas Madoc                |                        | Plas Madoc, Wrexham        |                  |
| Rhosllanerchrugog FC      | Rhos Rugby Club        | Rhosllanerchrugog, Wrexham |                  |
| CPD Sychdyn               | Wats Dyke Way          | Sychdyn                    |                  |